# Harakiri (album)
Harakiri je třetí studiové album Serje Tankiana. Album vyšlo 10. července 2012 u vydavatelství Reprise/Serjical Strike Records.

## Seznam skladeb
Autorem všech skladeb je Serj Tankian, pokud není uvedeno jinak.
| Pořadí | Název                            | Délka |
| ------ | -------------------------------- | ----- |
| 1.     | Cornucopia                       | 4:28  |
| 2.     | Figure It Out                    | 2:52  |
| 3.     | Ching Chime                      | 4:05  |
| 4.     | Butterfly                        | 4:10  |
| 5.     | Harakiri                         | 4:19  |
| 6.     | Occupied Tears                   | 4:22  |
| 7.     | Deafening Silence                | 4:16  |
| 8.     | Forget Me Knot                   | 4:26  |
| 9.     | Reality TV                       | 4:09  |
| 10.    | Uneducated Democracy             | 3:59  |
| 11.    | Weave On (Tankian, Steven Sater) | 4:07  |

| Bonusy na deluxe verzi | Bonusy na deluxe verzi              | Bonusy na deluxe verzi |
| Pořadí                 | Název                               | Délka                  |
| ---------------------- | ----------------------------------- | ---------------------- |
| 12.                    | Revolver                            | 2:31                   |
| 13.                    | Tyrant's Gratitude (Tankian, Sater) | 2:38                   |

| Japonská verze | Japonská verze | Japonská verze |
| Pořadí         | Název          | Délka          |
| -------------- | -------------- | -------------- |
| 12.            | Revolver       | 2:31           |

## Videoklipy
- Cornucopia
- Figure It Out
- Harakiri
- Occupied Tears
- Uneducated Democracy

## Obsazení
- Serj Tankian – zpěv
- Dan Monti – kytara
- Mario Pagliarulo – baskytara
- Troy Zeigler – bicí